# 28 Pułk Armat Polowych (austro-węgierski)
Pułk Armat Polowych Nr 28 (FKR. Nr. 28) – pułk artylerii polowej cesarskiej i królewskiej Armii.

## Historia pułku
1 stycznia 1894 został sformowany Pułk Artylerii Dywizyjnej Nr 28 (niem. 28. Divisions–Artillerie–Regiment). Pułk został utworzony na bazie 2 Dywizjonu 1 Galicyjskiego Pułku Artylerii Korpuśnej w Przemyślu (niem. 2. Batterie–Division). 6 kwietnia 1908 oddział został przemianowany na Pułk Armat Polowych Nr 28, nazywany ówcześnie pułkiem dział polnych.
Pułk obchodził swoje święto 24 czerwca, w rocznicę bitwy pod Custozą, stoczonej w 1866 w trakcie wojny z Prusami.
W 1914 sztab pułku razem z 1. i 2. dywizjonem oraz kadrą zapasową stacjonował w Twierdzy Przemyśl, na terenie 10 Korpusu. Wchodził w skład 10 Brygady Artylerii Polowej.
W sierpniu 1914, po przeprowadzonej mobilizacji, pułk został włączony w skład 45 Brygady Artylerii Polowej należącej do 45 Dywizji Piechoty Obrony Krajowej.
W 1916 oddział został przemianowany na Pułk Haubic Polowych Nr 2. Równocześnie dotychczasowy Pułk Haubic Polowych Nr 2, który wchodził w skład 25 Dywizji Piechoty został przemianowany na Pułk Haubic Polowych Nr 25. Z kolei numer „28” otrzymał dotychczasowy Pułk Armat Polowych Nr 8, który wchodził w skład 28 Brygady Artylerii Polowej należącej do 28 Dywizji Piechoty.
W 1918 roku oddział został po raz kolejny przemianowany na Pułk Artylerii Polowej Nr 102.

## Żołnierze
Komendanci pułku
- ppłk / płk Wenzel Maxner (1893[7][8] – 1895)
- ppłk / płk Karol Durski-Trzaska (1899 – 1904)
- płk Kasimir Teichmann (1914[1])
- ppłk / płk Julian Seńkowski (1 V 1914 – II 1915)

Oficerowie
- por. Eugeniusz Andrzej Dąbrowski
- por. Stanisław Szeptycki (1894)
- por. rez. Ludwik Sawicki
- ppor. rez. Adolf Jan Łazor
- ppor. rez. Rudolf Ostrihansky
- chor. Aleksander Seńkowski